# Jan Šrámek (meteorolog)
Jan Šrámek (6. května 1977 – 17. května 2025 provincie Lecco, Itálie) byl český meteorolog a moderátor Předpovědi počasí na České televizi.

## Život
Jan Šrámek se narodil 6. května 1977. Na Přírodovědecké fakultě Ostravské univerzity vystudoval obor odborná geografie. V Českém hydrometeorologickém ústavu pracoval od roku 2000, k roku 2025 tam působil jako vedoucí odboru meteorologických předpovědí. Podílel se na rozvoji předpovědní služby a systému integrované výstražné služby, který se využívá k ochraně obyvatel před extrémními meteorologickými jevy. Od roku 2010 působil rovněž v České televizi jako moderátor Předpovědi počasí.
Byl ženatý, měl dvě děti. Zemřel 17. května 2025 v severoitalské provincii Lecco, kde se u hory Resegone zřítil do rokle.